# Gerrardanthus lobatus
Gerrardanthus lobatus là một loài thực vật có hoa trong họ Cucurbitaceae. Loài này được Célestin Alfred Cogniaux mô tả khoa học đầu tiên năm 1916 dưới danh pháp  Gerrardanthus grandiflorus var. lobatus. Năm 1962, Charles Jeffrey nâng cấp nó thành loài độc lập với danh pháp Gerrardanthus lobatus.

## Phân bố
Loài bản địa tây nam Ethiopia, Kenya, Malawi, Mozambique, Nigeria, Tanzania, Uganda, Cộng hòa Dân chủ Congo.